# Steven Rosenblum
Pour les articles homonymes, voir Rosenblum.
Steven Rosenblum est un monteur, acteur et réalisateur américain.

## Filmographie

### Comme monteur
- 1985 : Natty Gann (The Journey of Natty Gann) de Jeremy Kagan
- 1987 : Wild Thing de Max Reid
- 1987 : Steele Justice de Robert Boris
- 1987 : Génération Pub ("thirtysomething") (série TV)
- 1989 : Glory d'Edward Zwick
- 1993 : Jack l'ours (Jack the Bear) de Marshall Herskovitz
- 1994 : Légendes d'automne (Legends of the Fall) d'Edward Zwick
- 1995 : Braveheart de Mel Gibson
- 1996 : À l'épreuve du feu (Courage Under Fire) d'Edward Zwick
- 1998 : La Courtisane (Dangerous Beauty) de Marshall Herskovitz
- 1998 : Couvre-feu (The Siege) d'Edward Zwick
- 2000 : X-Men de Bryan Singer
- 2001 : Pearl Harbor de Michael Bay
- 2002 : Les Quatre plumes (The Four Feathers) de Shekhar Kapur
- 2003 : Le Dernier Samouraï (The Last Samurai) d'Edward Zwick
- 2005 : xXx² : The Next Level (xXx: State of the Union) de Lee Tamahori
- 2006 : Playboy à saisir de Tom Dey
- 2013 : After Earth de M. Night Shyamalan
- 2016 : Jack Reacher: Never Go Back d'Edward Zwick
- 2016 : La Promesse (The Promise) de Terry George
- 2018 : L'Épreuve du feu (Trial by Fire) d'Edward Zwick
- 2021 : Lansky d'Eytan Rockaway

### Comme acteur
- 2002 : Shirts & Skins : Conrad

### Comme réalisateur
- 1999 : Animal Minds (feuilleton TV)